# Provincia de Hawke's Bay
Hawke's Bay era una provincia de Nueva Zelanda. La provincia se separó de la provincia de Wellington luego de una reunión ocurrida en Napier en febrero de 1858, y existió hasta la abolición del gobierno provincial en 1876. En el momento de su establecimiento en 1858, la población europea del distrito provincial era de solo 1 185.

## Historia
Uno de los primeros colonos europeos en el área fue William Colenso, y tenía su estación de misión en Port Ahuriri, el puerto de Napier. En una reunión llevada a cabo en dicha ciudad en febrero de 1858, se tomó la decisión de segregar Hawke's Bay de la provincia de Wellington, que entró en vigor en noviembre de ese año.
La provincia tenía su propio superintendente y consejo provincial elegidos. El consejo provincial se sentó en Napier.
En 1863, la provincia fue descrita en The Illustrated London News como "uno de los principales distritos de pastoreo en la colonia; posee abundancia de finas tierras agrícolas y tiene un clima proverbialmente suave y saludable". El artículo continúa estimando la población en 3 600 maoríes y 2 600 colonos.
El sistema de gobierno provincial fue abolido en 1876.

## Área
La Corona compró inicialmente dos bloques de tierra: 279 000 acres (113 000 ha) en Waipukurau, y 265 000 acres (107 000 ha) en Ahuriri. Para 1856, existían 30 estaciones de ovejas en Hawke's Bay, ubicadas principalmente en esos dos bloques de tierra. Donald McLean organizó nuevas compras de tierras.
La capital de la provincia era Napier.

## Superintendentes
La provincia de Hawke's Bay tuvo cuatro Superintendentes:
| Número | De          | A           | Superintendente             |
| 1      | 23 Abr 1859 | Mar 1861    | Thomas Henry Fitzgerald     |
| 2      | 8 Abr 1861  | 5 Dic 1862  | John Chilton Lambton Carter |
| 3      | 26 Feb 1863 | 23 Sep 1869 | Donald McLean               |
| 4      | 24 Sep 1869 | 1 Ene 1877  | John Davies Ormond          |